# Lidija Ramač
Lidija Ramač (Ruski Krstur, 1965), dizajnerka tekstila i kostimografkinja, članica Udruženja likovnih umetnika primenjenih umetnost dizajnera Vojvodine (UPIDIV) od 1998. godine.
Dobitnica nagrade Zlatna forma, FORME 23.

## Obrazovanje i zaposlenje
Lidija Ramač je osnovnu školu završila u Novom Sadu, gde je pohađala i srednju školu za dizajn „Bogdan Šuput“. Studije dizajna tekstila i kostima nastavila na Fakultetu prirodnih nauka i tehnologije na Univerzitetu u Ljubljani, Slovenija.
Njen studentski i profesionalni angažmana u Sloveniji, uključivao je rad u pozorištima, na televiziji, filmu i reklamnom programu.
Po povratku u Novi Sad, bila je modna kreatorka u tekstilnoj industriji „Novitet“.
Tokom 1998. godine postala je članica UPIDIV, sekcije tekstila, u statusu slobodnog umetnika je od 2017. godine.

## Stvaralaštvo
Lidija Ramač je svoju karijeru obeležila jednako kreacijama u modnoj industriji, kostimografiji kao i u samostalnim i kolektivnm izložbama.

### Izložbe (izbor)
- Zabeleženo bojom (Galerija UPIDIV, Novi Sad 2023)[6]
- Naš Dunav (autorska izložba sa Natašom Stojanović Beronjom, Galerija UPIDIV, Novi Sad, 2021)
- Tragom ornamenta (Galerija UPIDIV, Novi Sad, 2020)[7]
- Izrezano, naslikano (Galerija Forma, Novi Sad, 2019)[8]
- Senke na platnu 2018 (Galerija Forma, Nov Sad, 2018)[9]
- ...kao oblak (Galerija Forma, Novi Sad 2016)[10]

### Kostimografija
- Tik ( studentski rad, Slovenija, 1996)[11]
- Važno je zvati se Ernest (ART Đađa)[4]
- Jeftajeva kći (ART Đađa)[4]
- Galeb Džonatan Livingston u RKC-u (ART Đađa)[4]

## Nagrada
Zlatna forma, bijenalne izložbe UPIDIV Forma 23, za kolekciju "Senke na platnu". 